# Alberto Selva
Alberto Selva (Città di San Marino, 21 settembre 1964) è un politico, insegnante e avvocato sammarinese.

## Biografia
Laureato in Giurisprudenza all'Università di Bologna, ha svolto le professioni di avvocato e notaio, nonché l'attività di docente di diritto sammarinese nelle scuole secondarie superiori.
È stato inoltre membro del Consiglio Scientifico dell'Istituto Giuridico dell'Università di San Marino (dal 2004 al 2006), e del Collegio Giudicante sull'ammissibilità dei referendum (dal 1998 al 2001).
In occasione delle elezioni politiche del 2006 è eletto al Consiglio Grande e Generale nella lista dell'Alleanza Popolare dei Democratici Sammarinesi.
Ha fatto parte delle commissioni Affari Istituzionali, Affari Esteri e Disciplina, nonché del Gruppo Sammarinese presso l'Unione Interparlamentare.
Il 1º ottobre 2007 è divenuto Capitano Reggente, in coppia con Mirko Tomassoni.